# Mepartrycyna
Mepartrycyna (łac. mepartricinum) – organiczny związek chemiczny, polienowy antybiotyk z grupy makrolidów, otrzymywany ze szczepów Streptomyces aureofaciens. Używany jako lek przeciwgrzybiczy oraz stosowany w leczeniu łagodnego przerostu gruczołu krokowego.